# Fundació Catalunya Segle XXI
Fundació Catalunya Segle XXI és una fundació privada política i cultural. Es va crear el 1999, per iniciativa de Pasqual Maragall, de la fusió de l'Associació Catalunya Segle XXI amb la Fundació Convenció Cívica Catalana, per animar el diàleg i debat polític. La Fundació fou el principal planter de Ciutadans pel Canvi, la plataforma electoral que va donar suport a Pasqual Maragall i que va concórrer coaligada amb el PSC a les eleccions autonòmiques de 1999 i de 2003.
Les seves referències bàsiques són el catalanisme, les llibertats democràtiques i la reivindicació de la solidaritat social. Va publicar la Col·lecció Democràcia Ciutadana, uns butlletins i els Quaderns de la Convenció Cívica Catalana. La presidenta del seu patronat és Carme Valls i Llobet des de 2005. El 2005 va editar el llibre Cap a una Espanya social, plural i federal que recull vint-i-cinc articles de, entre d'altres, Pasqual Maragall, Maria Antonia Trujillo, l'escriptor Suso de Toro i Rafael Jorba.

## Presidents
- Juan José López Burniol
- Xavier Folch
- Carme Valls i Llobet[8]